# جورج فرازير
جورج فرازير (بالإنجليزية: George Fraser)‏ هو مهندس نيوزيلندي، ولد في 28 يونيو 1832 في أبردين في المملكة المتحدة، وتوفي في 29 يوليو 1901.